# Okręgowe rozgrywki w piłce nożnej woj. olsztyńskiego, elbląskiego i suwalskiego (1983/1984)
Drużyny z województwa olsztyńskiego, elbląskiego i suwalskiego występujące w ligach centralnych i makroregionalnych:
- I liga – brak
- II liga – Olimpia Elbląg
- III liga – Gwardia Szczytno, Stomil Olsztyn, Mazur Ełk, Wigry Suwałki, Sokół Ostróda, Huragan Morąg, Śniardwy Orzysz, Mamry Giżycko

Rozgrywki okręgowe:
- OZPN Olsztyn:

- - Klasa okręgowa (IV poziom rozgrywkowy)
  - Klasa A - 3 grupy (V poziom rozgrywkowy)
  - Klasa B - 6 grup (VI poziom rozgrywkowy)
  - klasa C(gminna) - podział na grupy (VII poziom rozgrywkowy)

- OZPN Elbląg:

- - Klasa okręgowa (IV poziom rozgrywkowy)
  - Klasa A - 2 grupy (V poziom rozgrywkowy)
  - Klasa B - 4 grupy (VI poziom rozgrywkowy)

- OZPN Suwałki:

- - Klasa okręgowa (IV poziom rozgrywkowy)
  - Klasa A (V poziom rozgrywkowy)
  - Klasa B (VI poziom rozgrywkowy)

## OZPN Olsztyn

### Klasa okręgowa
| Poz. | Klub                           | M  | Pkt. |
| ---- | ------------------------------ | -- | ---- |
| 1    | Orlęta Reszel                  | 22 | 37   |
| 2    | Tęcza Biskupiec                | 22 | 33   |
| 3    | Jeziorak Iława                 | 22 | 29   |
| 4    | Warmia Olsztyn                 | 22 | 28   |
| 5    | Gwardia II Szczytno            | 22 | 22   |
| 6    | Warfama Dobre Miasto           | 22 | 20   |
| 7    | MZKS Korsze(b)                 | 22 | 20   |
| 8    | MZKS Nidzica(b)                | 22 | 20   |
| 9    | Metalowiec Mrągowo             | 22 | 18   |
| 10   | Stomil II Olsztyn              | 22 | 17   |
| 11   | Kormoran Ostróda               | 22 | 15   |
| 12   | Polonia Lidzbark Warmiński (b) | 22 | 5    |

- Orlęta Reszel awansowały do III ligi

### Klasa A

#### grupa I
| Poz. | Klub               | M  | Pkt. | Bramki |
| ---- | ------------------ | -- | ---- | ------ |
| 1    | Motor Lubawa       | 16 | 27   |        |
| 2    | LZS Kozłowo        | 16 | 18   |        |
| 3    | LZS Turznica       | 16 | 18   |        |
| 4    | LZS Małdyty        | 16 | 16   |        |
| 5    | LZS Napiwoda       | 16 | 14   |        |
| 6    | Olimpia Olsztynek  | 16 | 12   |        |
| 7    | LZS Rudzienice     | 16 | 11   |        |
| 8    | LZS Stare Jabłonki | 16 | 11   |        |
| 9    | LZS Janowiec       | 16 | 9    |        |

#### grupa II
| Poz. | Klub                 | M  | Pkt. | Bramki |
| ---- | -------------------- | -- | ---- | ------ |
| 1    | Agrołyna Sępopol     | 16 | 29   |        |
| 2    | Victoria Bartoszyce  | 16 | 23   |        |
| 3    | LZS Skierki          | 16 | 18   |        |
| 4    | Agrokompleks Kętrzyn | 16 | 17   |        |
| 5    | LZS Wopławki         | 16 | 16   |        |
| 6    | Pogranicze Gaje      | 16 | 15   |        |
| 7    | Darzbór Dobry Lasek  | 16 | 10   |        |
| 8    | Jurand Barciany      | 16 | 9    |        |
| 9    | Reduta Bisztynek     | 16 | 7    |        |

#### grupa III
| Poz. | Klub                   | M  | Pkt. | Bramki |
| ---- | ---------------------- | -- | ---- | ------ |
| 1    | Kombinat Bezledy       | 14 | 22   |        |
| 2    | Granica Kętrzyn        | 14 | 19   |        |
| 3    | Korona Klewki          | 14 | 17   |        |
| 4    | LZS Pasym              | 14 | 16   |        |
| 5    | LZS Kieźliny           | 14 | 14   |        |
| 6    | Ihar Bartążek          | 14 | 11   |        |
| 7    | LZS Barczewo           | 14 | 9    |        |
| 8    | LZS Lidzbark Warmiński | 14 | 0    |        |

- do klasy okręgowej awansowały Agrołyna Sępopol i Kombinat Bezledy

### Klasa B

#### grupa I
- baraże: Płomień Dylewo-Gierzwałd

#### grupa II
- baraże: LZS Bynowo

#### grupa III
- baraże: LZS Załuski

#### grupa IV
- baraże: LZS Kunik

#### grupa V
- baraże: LZS Czerwonka

#### grupa VI
- baraże: Cresovia Górowo Iławeckie

- awans: LZS Bynowo i Cresovia Górowo Iławeckie

## OZPN Elbląg

### Klasa okręgowa
| Poz. | Klub                           | Pkt. | Bramki |
| ---- | ------------------------------ | ---- | ------ |
| 1    | Nogat Malbork                  |      |        |
| ?    | Zalew Frombork (b)             |      |        |
| ?    | Pogoń Gardeja                  |      |        |
| ?    | Powiśle Czernin                |      |        |
| ?    | Pomowiec Gronowo Elbląskie (s) |      |        |
| ?    | Barkas Tolkmicko               |      |        |
| ?    | Mlexer Elbląg                  |      |        |
| ?    | Żuławy Nowy Dwór Gdański       |      |        |
| ?    | Rodło Kwidzyn                  |      |        |
| ?    | Pogoń Prabuty                  |      |        |
| ?    | Unia Susz (b)                  |      |        |
| ?    | Syrena Młynary                 |      |        |
| ?    | Wałsza Pieniężno               |      |        |
| ?    | Sokół Lipowina                 |      |        |
| ?    | Powiśle Dzierzgoń              |      |        |
| ?    | Olimpia II Elbląg              |      |        |

- Nogat Malbork nie awansował do III ligi

### Klasa A

#### gr. I
| Poz. | Klub                | Pkt. | Bramki |
| ---- | ------------------- | ---- | ------ |
| 1    | Błękitni Orneta     | 40   | 82-26  |
| 2    | Polonia Pasłęk      | 34   | 62-26  |
| 3    | Agat Jegłownik      | 30   | 65-35  |
| 4    | Mady Ostaszewo      | 26   | 59-37  |
| 5    | Błękitni Stare Pole | 24   | 54-44  |
| 6    | Przebój Stogi       | 22   | 59-54  |
| 7    | Bałtyk Sztutowo     | 17   | 45-59  |
| 8    | Lisovia Lisewo      | 16   | 33-51  |
| 9    | Orkan Palczewo      | 14   | 41-76  |
| 10   | LZS Łęcze           | 14   | 41-76  |
| 11   | Jaga Powodowo       | 14   | 45-63  |
| 12   | Granica Zagaje      | 13   | 41-75  |

#### gr. II
| Poz. | Klub                    | Pkt. | Bramki |
| ---- | ----------------------- | ---- | ------ |
| 1    | Skra Kończewice         | 34   | 90-34  |
| 2    | Olimpia Łęgowo          | 33   | 64-32  |
| 3    | Perła Gajewo            | 29   | 73-38  |
| 4    | Piast Kwidzyn           | 26   | 59-41  |
| 5    | Sokół Kwidzyn           | 26   | 65-62  |
| 6    | Orzeł Ulnowo            | 25   | 70-43  |
| 7    | Relax Ryjewo            | 22   | 66-63  |
| 8    | Jurand Lasowice Wielkie | 17   | 45-44  |
| 9    | Delta Miłoradz          | 16   | 35-63  |
| 10   | Victoria Ośno           | 15   | 57-94  |
| 11   | Ruch Gościszewice       | 13   | 41-79  |
| 12   | LZS Wątkowice           | 9    | 41-96  |

### klasa B

#### gr. I
| Poz. | Klub                        | Pkt. | Bramki |
| ---- | --------------------------- | ---- | ------ |
| 1    | Nogat II Malbork            | 20   | 50-17  |
| 2    | Naprzód Bronisławowo        | 18   | 40-35  |
| 3    | Tęcza Michałowo             | 13   | 37-28  |
| 4    | LZS Lipiny                  | 11   | 31-31  |
| 5    | LZS Pastwa                  | 11   | 27-34  |
| 6    | Pogoń II Gradeja            | 6    | 19-39  |
| 7    | Olimpijczyk Nebrowo Wielkie | 5    | 20-40  |

#### gr. II
| Poz. | Klub                  | Pkt. | Bramki |
| ---- | --------------------- | ---- | ------ |
| 1    | Nogat Jazowo          | 31   | 61-30  |
| 2    | Jutrzenka Lipinka     | 20   | 45-26  |
| 3    | Victoria Stare Babki  | 19   | 43-24  |
| 4    | LZS Szymankowo        | 17   | 50-29  |
| 5    | Victoria Tralewo      | 16   | 47-38  |
| 6    | Unia Pogorzała Wielka | 10   | 28-47  |
| 7    | Orzeł Ząbrowo         | 9    | 25-47  |
| 8    | Zieloni Marzęcino     | 0    | 14-72  |

#### gr. III
| Poz. | Klub                      | Pkt. | Bramki |
| ---- | ------------------------- | ---- | ------ |
| 1    | Stan-Mor Stanowo          | 24   | 60-11  |
| 2    | Rodło Trzciano            | 20   | 62-38  |
| 3    | LZS Gdakowo               | 17   | 52-40  |
| 4    | LZS Bukowo                | 16   | 37-39  |
| 5    | LZS Mleczewo              | 11   | 36-48  |
| 6    | Ursus Mikołajki Pomorskie | 10   | 27-42  |
| 7    | LZS Stary Targ            | 9    | 34-57  |
| 8    | Błyskawica Postolin       | 5    | 33-65  |

#### gr. IV
| Poz. | Klub              | Pkt. | Bramki |
| ---- | ----------------- | ---- | ------ |
| 1    | Victoria Próchnik | 18   | 52-16  |
| 2    | Relax Płoskinia   | 14   | 38-21  |
| 3    | Rolnik Młoteczno  | 11   | 22-30  |
| 4    | LZS Dargowo       | 9    | 23-21  |
| 5    | Pegaz Rzeczna     | 5    | 12-35  |
| 6    | LZS Jezioro       | 3    | 17-41  |